# Кенон
Кено́н (устар. Кенонское) — озеро в Забайкальском крае, в черте города Читы, входящее в бассейн Ингоды. На берегу находится Читинская ТЭЦ-1, для которой Кенон является водоёмом-охладителем. Ледостав — с конца октября по начало мая. Минерализация 400—700 мг/л. В 2010 году на берегу озера был открыт городской пляж.

## Общие сведения

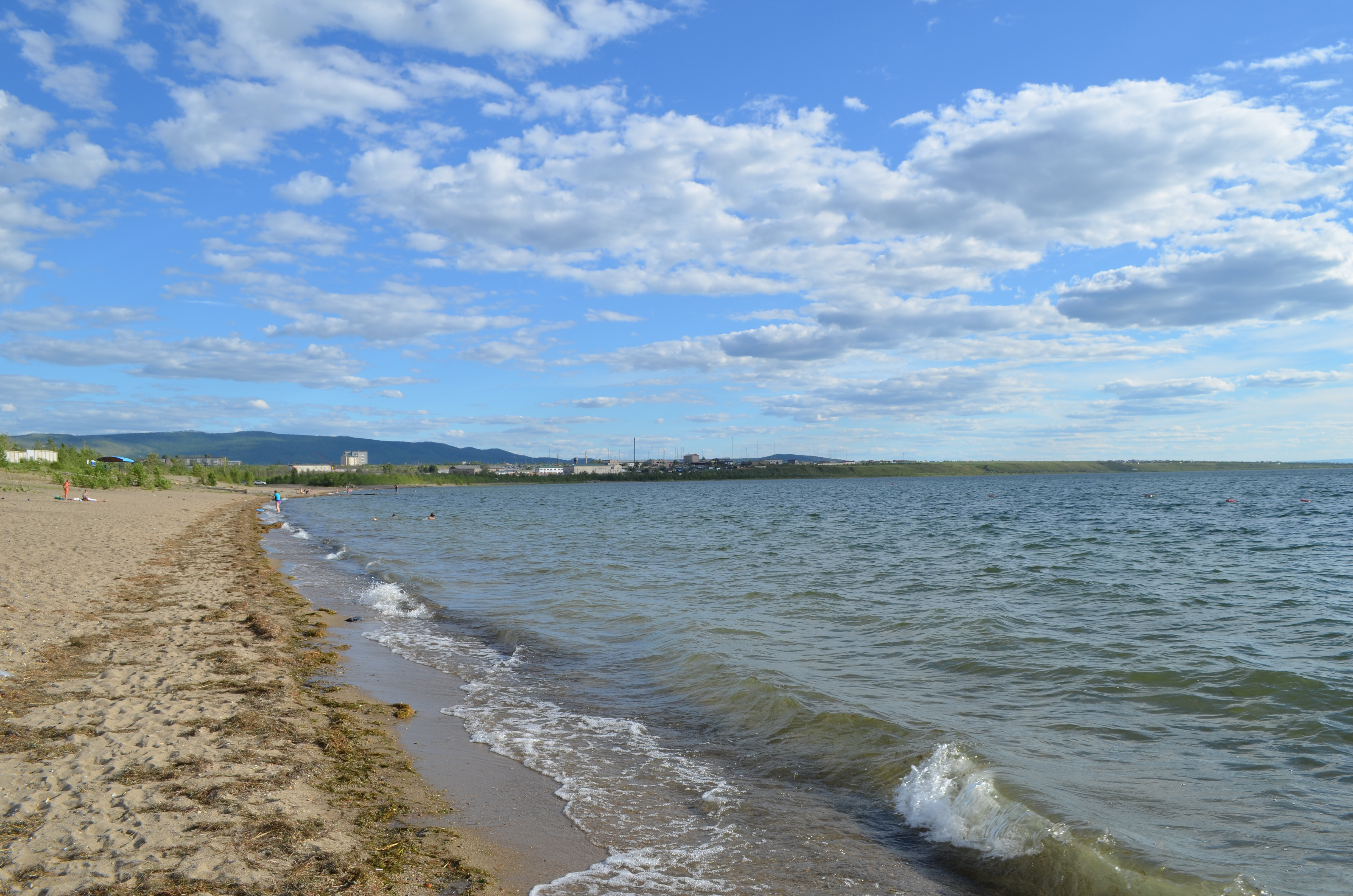
Берег озера возле городского пляжа

Озеро расположено в черте города Чита, в составе Черновского района. Относится к бассейну реки Ингода. Вода гидрокарбонатно-сульфатного типа, трехкомпонентная по катионному составу с преобладанием кальция или магния, в отдельные годы — натрия. Минерализация повышенного типа, колеблется от 700 мг/л в зимний период до 400 мг/л в летний. Озеро располагается в Читино-Ингодинской впадине, в пределах антиклинального перегиба, отделяющего Читинскую синклиналь от Ингодинской. Своеобразность гидрологического режима обусловлена периодическим (сезонным, в наиболее влажные годы) поверхностным стоком по ложбине длиной около 2 км, соединяющей водоём (в юго-западной окраине) с рекой Ингода. В западной части в Кенон впадает ручей Кадалинка (Кадала), в северной части — ручей Застепинский (Ивановский), берущие начало с Яблоневого хребта. В донной части озера наблюдаются выходы подземных вод. Ледовый покров, как правило, устанавливается (за исключением акватории озера, прилегающей к теплоэлектростанции) в конце октября, разрушение происходит в начале мая. Продолжительность ледостава составляет от 180 до 215 дней. Среди окружающих Кенон ландшафтов наиболее распространёнными являются антропогенные: жилые массивы, железная и автомобильная дороги, земли сельскохозяйственного назначения, также существует зона городского пляжа. Рекреационное значение озера и его окрестностей невелико по причине крайней загрязнённости воды, воздуха и почвогрунтов. Тем не менее Кенон активно используется горожанами в летнее время. Животный мир озера представлен следующими видами: окунь, амурский чебачок, амурская щука, серебряный карась, амурский сазан, амурский сом, толстолобик, жемчужница даурская.

## Топоним и исторические данные
Вероятнее всего название Кенон произошло от эвенкийского кё, что означает «красиво». Соответственно Кёнон могло переводиться как «красивое озеро».
Читинский краевед В. A. Балабанов писал о происхождении названия озера следующее: «Об этом озере одним из первых рассказал И. Г. Гмелин, путешествовавший по Забайкалью в 1724 г.. Он писал: „Озеро Кенонское большими жирными карасями обильное.“» С тех пор во многих писаниях, в том числе и у декабристов, оно обязательно упоминается как изобильное карасями. К концу XIX века близ озера располагались станицы Кенонская (в наше время — пос. Текстильщиков и пос. Энергетиков), Застепная (сейчас — пос. Застепь) и Засопочка (пос. Засопка) Кенонской волости Читинского уезда, вошедшие вследствие в состав Черновского административного района города Чита. Кенон и прилегающие территории представляет собой совокупность объектов природного и культурного наследия эпохи неолита и бронзы.